# 多拉貝拉拱門

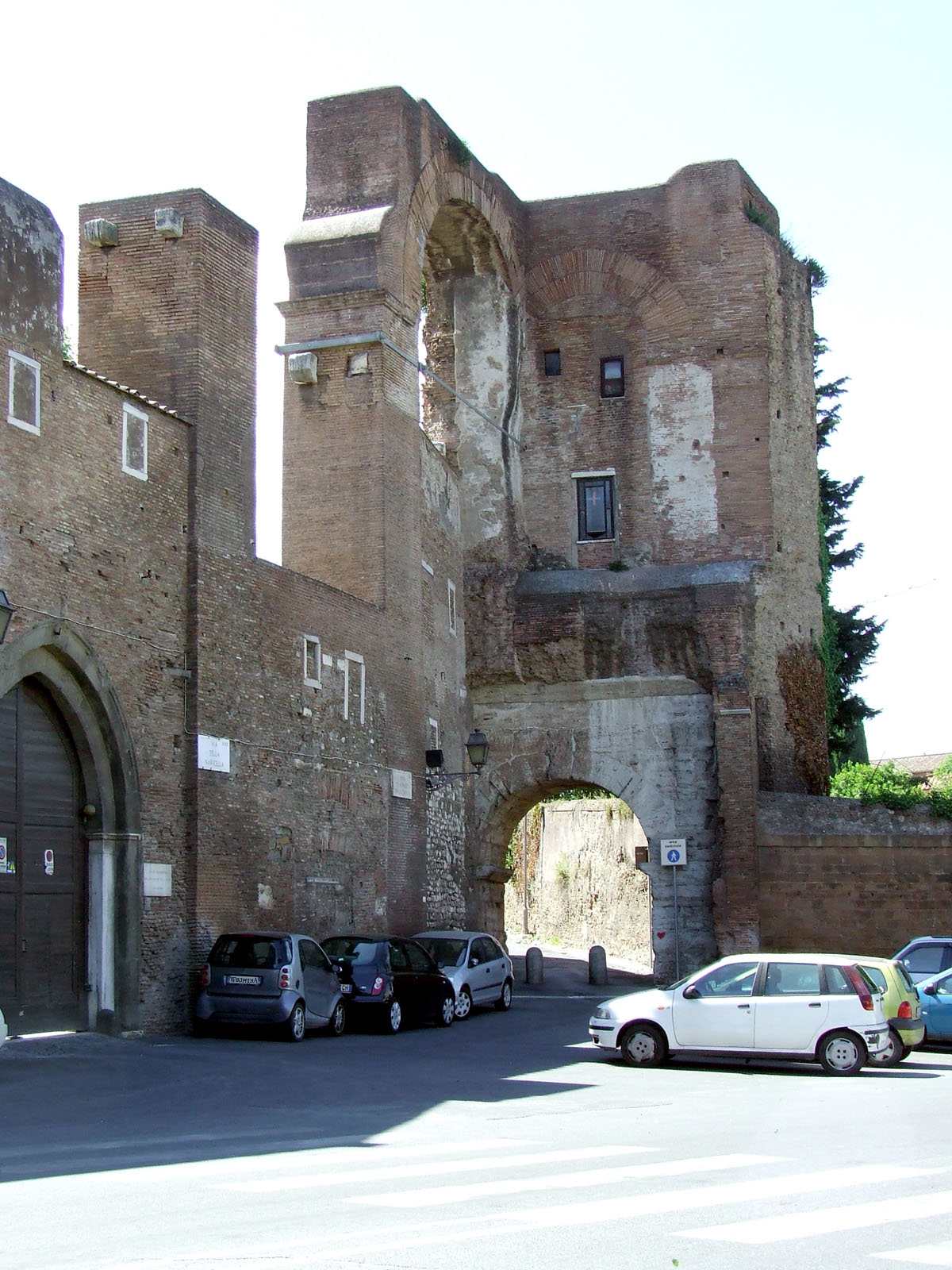

多拉貝拉拱門（Arcus Dolabellae et Silani）是羅馬的一座拱門，修建於西元10年。這座拱門位於西里歐山。

## 外部連結
- Bill Thayer's photo at LacusCurtius

41°53′08″N 12°29′43″E / 41.8856°N 12.4952°E